# Felix Manalo
Felix Ysagun Manalo (ur. 10 maja 1886, zm. 12 kwietnia 1963) – filipiński duchowny chrześcijański, twórca i pierwszy przywódca niezależnego kościoła Iglesia ni Cristo. 
Urodził się w ubogiej rodzinie katolickiej, wcześnie porzucił macierzyste wyznanie. Należał do rozmaitych kościołów protestanckich, ostatecznie w 1914 założył Iglesia ni Cristo. Zbudował prężnie rozwijający się oraz wysoce scentralizowany kościół, cieszył się znacznymi wpływami politycznymi. Przez wiernych uznawany za Bożego posłańca, zapisał się również w szerszej filipińskiej kulturze. Jest patronem ulic w filipińskich miastach, w 2014 krajowa poczta wyemitowała upamiętniający go znaczek.

## Życiorys

### Pochodzenie
Urodził się w Taguig, mieście położonym około piętnastu kilometrów na południowy wschód od Manili. Był pierwszym dzieckiem Mariano Ysaguna oraz Bonifacii Manalo. Wcześnie, bo jako dwu- czy też trzylatek, został osierocony przez ojca. Inne źródła wskazują, że stało się to, gdy miał dziesięć lat. Wychowany został w głęboko religijnym środowisku katolickim. Pobożnością odznaczała się zwłaszcza jego matka, znana oprócz w zasadzie codziennych wizyt w kościele parafialnym także z głębokiego szacunku do świętego Antoniego. Rodzina, w której wzrastał Manalo, była dość uboga. Utrzymywała się głównie dzięki pracy na roli, połowom krewetek oraz wytwarzaniu mat.

### Początki kariery zawodowej oraz odejście od katolicyzmu
Pierwsze lata życia Manalo przypadły na burzliwy okres w historii archipelagu, w tym na rewolucję filipińską oraz wojnę amerykańsko-filipińską. W związku z tym odebrał jedynie bardzo ograniczoną formalną edukację. Zarabiał na życie imając się rozmaitych zajęć, był m.in. fryzjerem i fotografem. Zajmował się też wyrobem kapeluszy oraz złotnictwem. Część źródeł wskazuje jednocześnie, iż już jako nastolatek wykazywał zdolności przywódcze oraz umiejętności krasomówcze. W latach 90. XIX stulecia porzucił katolicyzm i rozpoczął poszukiwania odpowiadającej mu wspólnoty religijnej. Wpływ na pojawienie się u Manalo rozterek o duchowym charakterze mogła mieć atmosfera panująca w ówczesnej Manili. Filipińska stolica była bowiem wówczas miejscem sporów duchownych, należących do rozmaitych denominacji.

### Poszukiwania religijne
Pierwotnie Manalo związał się z grupą łączącą elementy rodzimego dla Filipin animizmu z chrześcijaństwem. Była to wspólnota odwołująca się do działalności Apolinario de la Cruza, w tym do stworzonej przez niego w 1840 konfraterni świętego Józefa. Sam de la Cruz zapisał się w historii jako jeden z wczesnych filipińskich rewolucjonistów walczących o prawa do definiowanej samodzielnie praktyki religijnej poza sprzężonymi z aparatem kolonialnym strukturami Kościoła katolickiego. Manalo poszukiwał zatem nie tylko miejsca, w którym jego duchowość mogłaby być przeżywana zgodnie z miejscową, filipińską kulturą. Szukał również zestawu doktryn odróżniającego się wyraźnie od katolicyzmu. Powołany bowiem w 1902 Niezależny Kościół Filipiński mimo swego nacjonalistycznego kolorytu nie wzbudził jego większego zainteresowania. Manalo odwiedził pustelnie opisywanej grupy na zboczach gór Banahao oraz San Cristobal w południowej części Luzonu. 
Szybko jednak doznał rozczarowania, w związku z czym zwrócił się w stronę protestantyzmu. Wpływ na to mogły mieć jego dosyć wczesne, uprzednie kontakty właśnie z protestanckimi misjonarzami. Nie bez znaczenia była też debata, której świadkiem był w 1902 w Manili. Głębokie wrażenie wywarła na nim postawa biorącego w niej udział pastora, bardzo umiejętnie posługującego się tekstem biblijnym. W ciągu kilku kolejnych lat jego poszukiwania jedynie się zintensyfikowały. Podjął wysiłki mające na celu usystematyzowanie i pogłębienie własnej wiedzy religijnej. Rozpoczął studia teologiczne. Został metodystą, kształcił się w związanym z tą denominacją Methodist Theological Seminary, w końcu został wyświęcony na metodystycznego pastora. W 1905 przeniósł się do manilskiej szkoły związanej z prezbiterianami, znanej jako Ellinwood Bible Institute. Niektóre źródła wskazują, że decyzja o przenosinach była motywowana wyższym poziomem merytorycznym uczelni prezbiteriańskiej. Kolejny etap w religijnych poszukiwaniach Manalo budzi w źródłach pewne kontrowersje i niejasności. Związał się mianowicie z misją chrześcijańską prowadzoną przez Disciples of Christ. Otrzymał stanowisko ewangelisty w tejże grupie, jednocześnie rozpoczął studia w manilskim College of the Bible. Część źródeł mylnie uznaje, iż zamiast z tą wspólnotą Manalo związał się wówczas z ewangelicznym Chrześcijańskim i Misyjnym Sojuszem (CMA). W owym okresie wszelako CMA było obecne jedynie na Mindanao, nie zaś na rodzinnym dla Manalo Luzonie. Inni, również mylnie, przypisują Manalo przynależność do Kościołów Chrystusowych. Warto jednak pamiętać, iż denominacja ta nie była jeszcze w owym czasie częścią religijnego życia Filipin. 
Jednocześnie przyszły przywódca INC nieustannie poświęcał wiele czasu na samodzielne zgłębianie Biblii. Nabrał w międzyczasie przekonania, iż jedynie chrzest dokonany przez pełne zanurzenie w wodzie jest wiążący i ważny. Raz jeszcze usiłując znaleźć dla siebie miejsce w istniejących Kościołach chrześcijańskich, związał się z adwentystami dnia siódmego (1911). Szybko stał się jednym z najpopularniejszych kaznodziejów tej grupy na Filipinach. Jako adwentysta nauczał w szkole biblijnej w Malabon w rodzinnej prowincji Rizal. Niekiedy pojawia się w źródłach błędna informacja o wyświęceniu Manalo na adwentystycznego duchownego. Kościół ten wyświęcił niemniej swoich pierwszych pochodzących z Filipin pastorów dopiero w 1916, zatem długo po tym, gdy Manalo przestał być adwentystą. 
Wykluczono go jednak ostatecznie również i z Kościoła Adwentystów Dnia Siódmego – w sierpniu 1913. Okoliczności odejścia Manalo z tej denominacji są niejasne. Wśród jego powodów wymienia się niemniej między innymi kwestie doktrynalne. Manalo miał bowiem wystąpić przeciwko uznawaniu soboty za Dzień Pański. Po opuszczeniu adwentystów przez pewien czas pozostawał w kręgu środowisk ateistycznych, a także odrzucających zorganizowane formy religijnej ekspresji. Uważnie badał niemniej również tekst biblijny. Przyglądał się też strukturom organizacyjnym rozmaitych Kościołów.

### Iglesia ni Cristo

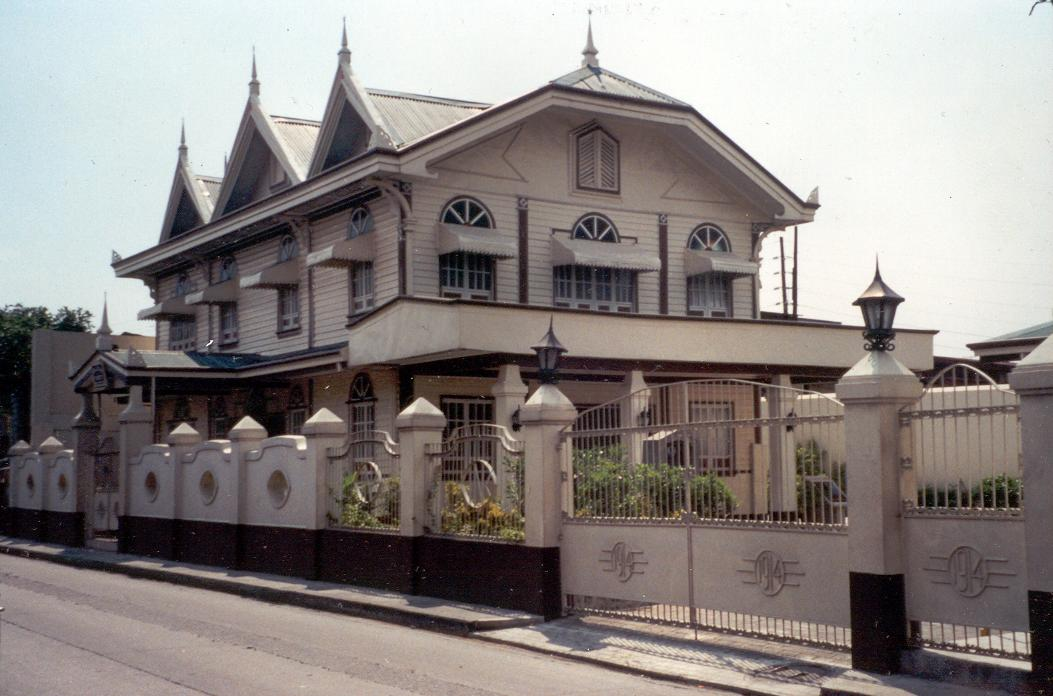
Kaplica pierwszej kongregacji INC, położona w manilskiej Santa Anie. Współcześnie w budynku mieści się zarządzane przez wspólnotę muzeum.

W listopadzie 1913, po trzech dniach intensywnej modlitwy, postu oraz medytacji doszedł do wniosku, że jedynym sposobem na rozwiązanie trapiących go kłopotów doktrynalnych jest reinterpretacja tekstu biblijnego w rodzimym, filipińskim kontekście kulturowym. Uznał jednocześnie, iż konieczne jest zorganizowanie niezależnego Kościoła Chrystusowego w Azji, wolnego tak od wpływów europejskich, jak i amerykańskich. Grupa ta, znana pod swą tagalską nazwą Iglesia ni Cristo (INC), została oficjalnie zarejestrowana 27 lipca 1914. Faktowi, iż rejestracja INC zbiegła się nieomal co do dnia z wybuchem I wojny światowej, przydano później wśród jego członków religijny wydźwięk. Poczytuje się to mianowicie za znak o proroczym znaczeniu.
Manalo stał na czele utworzonej przez siebie wspólnoty do swej śmierci. Wywarł przemożny i decydujący wpływ na jej kulturę oraz organizację. Był przy tym równocześnie jej głównym teologiem. Umiejscowił się również w jej doktrynie. W 1922 ogłosił się posłańcem Bożym w Dniach Ostatnich. Tagalskie słowo, którego przy tym użył, sugo, oznacza posłańca. Istotnie używane jest ono w kontekstach religijnych. W literaturze zauważono niemniej, że niesie ze sobą dodatkowe prorocze i mesjańskie konotacje, zwłaszcza wśród tak zwanych nowych ruchów religijnych mających swe korzenie na Filipinach. W tym też właśnie kontekście Manalo wskazywał, iż to do niego odnosi się tekst wspominający o aniele ze wschodu zapisany w wersetach od pierwszego do trzeciego siódmego rozdziału Apokalipsy świętego Jana.
Twórca INC odnosił do siebie również inne fragmenty biblijne, w tym pochodzące z Księgi Izajasza. Dostrzegał zapowiedzi powierzonego mu zadania na kartach Starego i Nowego Testamentu. Wspominał tu, poza już wymienionymi księgami, Księgę Zachariasza, Księgę Malachiasza, Dzieje Apostolskie, Ewangelię Jana oraz Ewangelię Mateusza. Jego Kościół miał być bezpośrednią kontynuacją struktur kościelnych ustanowionych przez Jezusa Chrystusa. Jest przy tym grupą antytrynitarną i unitariańską. Oddaje cześć jedynie Bogu Ojcu oraz nie uznaje boskości Chrystusa. Centralną postać chrześcijaństwa uważa wyłącznie za wyniesionego ponad wszystkich ludzi człowieka. Za jedyne pismo święte uznaje Biblię. Interpretacja tekstu kanonicznego należy przy tym do posłańców Boga. Kościół nie bierze udziału w ruchu ekumenicznym oraz jest wyraziście antykatolicki. Uważa się też za organizację, poza którą nie jest możliwe zbawienie . Specyficzny zestaw wierzeń, odstający w dużej mierze od potocznie rozumianej chrześcijańskiej ortodoksji, pomógł mu wykształcić własną, charakterystyczną kulturę. Na odrębność INC wpływa również silnie zakaz spożywania przez jego członków krwi. Nie bez znaczenia jest też zakaz zawierania związków małżeńskich z osobami spoza grupy czy wreszcie nieobchodzenie świąt Bożego Narodzenia.
Felix Manalo zdołał uformować swoją wspólnotę jako wysoce scentralizowany organizm o hierarchicznej strukturze. Poprzez narzucenie swoim wiernym surowego systemu dyscyplinarnego, w którym kary za zachowania niezgodne z zasadami obowiązującymi w grupie egzekwowane były z dużą skrupulatnością, wykształcił w nich specyficzny model zachowania. Odznaczał się on z jednej strony zdyscyplinowaniem i pracowitością. Z drugiej strony dał pole do pojawienia się w kościelnej kulturze silnych mechanizmów kontroli wzajemnej. Owa kontrola połączona została, prawdopodobnie już bez wyraźnego wpływu na to ze strony Manalo, z niechęcią i nieufnością wobec obcych, nienależących do INC. Zwrócono przy tym uwagę, iż wspomniana silna kontrola społeczna wśród członków Iglesia ni Cristo ma swoje źródło ostatecznie w tradycyjnym społeczeństwie filipińskim. Sposób, w jaki pomyślana została powołana do życia przez Manalo wspólnota, zapewnia, iż jednostka otrzymuje wsparcie właściwie we wszystkich istotnych momentach swego życia. Kościół towarzyszy jej życiu na wielu etapach. Nacisk kładzie się przy tym na jego pierwsze dekady. Wspólnota jest zatem stale obecna obecna w życiu społecznym młodego człowieka, poczynając od chrztu poprzez narzeczeństwo aż po małżeństwo. Zapewnia mu rozrywkę, edukację, nierzadko też daje zatrudnienie. Wypełnia tym samym lukę, której bardziej tradycyjne nurty chrześcijaństwa, w tym dominujący na Filipinach katolicyzm, nie potrafią bądź nie chcą niekiedy zapełnić. 
Manalo stał również za utworzeniem w zasadzie całego złożonego aparatu administracyjnego wspólnoty. Wytworzył się on przy tym w zasadzie stopniowo, w odpowiedzi na rosnące potrzeby wiernych i duchowieństwa. Za początek jego ewolucji uznaje się powołanie pierwszego kościelnego dystryktu w 1924. Częścią systemu instytucjonalnego INC szybko stały się organizacje przy nim afiliowane, w tym powstałe w 1936 Tambuli ng Silangan oraz ukonstytuowane w 1962 Buklod ng Gintong Layunin. Pierwsza skupiała kościelną młodzież. W skład drugiej wchodziły natomiast osoby zamężne. Skutecznym głoszeniem przesłania Kościoła miał się z kolei zająć zespół redakcyjny założonego w 1939 miesięcznika Pasugo. Kwestia sukcesji na najwyższym szczeblu przywództwa została rozwiązana natomiast w 1953, wraz z zainicjowanym przez samego Manalo wyborem przyszłego lidera Iglesia ni Cristo. Stworzony w ten sposób precedens wpisał się na stałe w wewnątrzkościelną politykę, został przy tym wykorzystany także przy wyborze przywódcy INC w 2009.
Przyjaźń Manalo z prezydentem Manuelem Luisem Quezonem, któremu duchowny doradzał, dała z kolei początek znaczącym wpływom Iglesia ni Cristo w filipińskim życiu politycznym. Ugruntowane one zostały dodatkowo dzięki wprowadzonej przez duchownego praktyce głosowania przez wiernych wyłącznie na kandydatów oficjalnie wspartych przez najwyższe władze kościelne. Umiejętności organizacyjne, oratorskie oraz charyzma Manalo sprawiły z kolei, że założona przez niego grupa stopniowo wzmacniała swoją obecność w krajobrazie religijnym Filipin. Zwłaszcza po zakończeniu II wojny światowej Kościół cieszył się bardzo szybkim wzrostem. Jedną z głównych jego przyczyn była gwałtowna urbanizacja kraju. Wyrwała ona bowiem wielu ludzi z ich dotychczasowego, kształtowanego przez tradycję sposobu życia, czyniąc ich jednocześnie bardziej otwartymi na alternatywne ścieżki przeżywania religijności. Inną było powszechne użycie w liturgii języka tagalskiego, jak również innych języków rodzimych dla archipelagu. W 1960 INC liczył już około 200 tysięcy wiernych. Manalo nie doczekał niemniej umiędzynarodowienia denominacji, którą powołał do życia. Pierwsze kongregacje poza archipelagiem powstały bowiem dopiero w 1968, odpowiednio w San Francisco oraz w Honolulu.

### Spuścizna

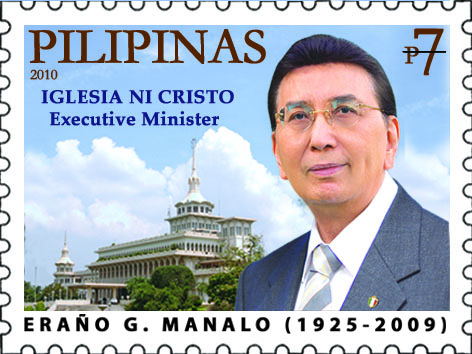
Eraño, jeden z synów Manalo oraz jego bezpośredni następca na stanowisku przywódcy Iglesia ni Cristo

Manalo już za życia zyskał szeroką rozpoznawalność. W zbiorowej świadomości Filipińczyków zapisał się jako postać nierozerwalnie związana z największym chrześcijańskim związkiem wyznaniowym o rodzimym pochodzeniu, mającym zatem swe korzenie na archipelagu. Pogrzeb duchownego przyciągnął około 2 milionów żałobników. Ceremonia trwała pięć godzin. Jej naoczni świadkowie opisywali ją jako wydarzenie o dosyć dramatycznym przebiegu. Donosili o wiernych mdlejących z rozpaczy, zanoszących się płaczem czy nawet doznających gwałtownych spazmów. Było to jednak tylko przedłużenie czci, którą duchowny otaczany był już za życia. Zachowały się w źródłach chociażby opisy osób usiłujących całować dłonie czy buty Manalo. Sam przywódca INC niemniej odnosił się do tego typu reakcji z niechęcią.
W umysłach wiernych również współcześnie zajmuje pozycję szczególną. Porównywany bywa niekiedy do Pawła z Tarsu lub Mojżesza. Kierownictwo Iglesia ni Cristo pozostaje w rękach rodziny Manalo. Bezpośrednim następcą Felixa był jego syn Eraño. Od 2009 na czele Kościoła stoi natomiast jego wnuk Eduardo. Wspólnota pozostaje istotną siłą polityczną, nierzadko decydującą dzięki dyscyplinie oraz zaangażowaniu swoich członków o wynikach wyborów.

## Życie prywatne
Manalo dwukrotnie zawierał związek małżeński. W 1910 poślubił Tomasę Sereneo. Zmarła ona wkrótce po urodzeniu ich jedynego syna. Dziecko to, w zależności od źródła, nosiło imię Gerardo lub Ricardo. Jego drugą żoną była Honorata de Guzman. Para doczekała się łącznie sześciorga dzieci. Znalazły się wśród nich dwie córki (Avelina i Pilar) oraz czterech synów (Dominador, Salvador, Eraño i Bienvenido).

## Miejsce w kulturze

### Manalo w kulturze Iglesia ni Cristo
Manalo zajmuje poczesne miejsce nie tylko w teologii grupy, którą stworzył. Jest również postacią, do której odwołania powszechne są w kulturze INC, na poziomie kultury instytucjonalnej i kultury życia codziennego. Imię pierwszego przywódcy wspólnoty nosi Felix Y. Manalo Foundation, koordynująca dobroczynną działalność Kościoła. Funkcjonariuszom kościelnym wyróżniającym się długim stażem posługi w hierarchii wręcza się specjalne odznaczenie nazwane na cześć Manalo. Kandydatów do chrztu przed zanurzeniem w wodzie pyta się, czy wierzą w misję Manalo jako Bożego posłańca.
Twórca INC jest także stale obecny w codziennym życiu wiernych. Jedna z modlitw ofiarowywanych podczas odbywających się dwa razy w tygodniu nabożeństw zawiera dziękczynienie za posługę Manalo. Wśród świąt w kalendarzu Iglesia ni Cristo znajduje się rocznica urodzin Felixa Manalo. Grupa uznaje, iż jej obchody wynikają bezpośrednio z zaleceń apostolskich i że jako takie upamiętniają nieodzowny wkład pierwszego przywódcy INC w przywrócenie prawdziwego Kościoła w jego pierwotnej formie.

### Manalo w szerszej filipińskiej kulturze
Twórca oraz pierwszy przywódca Iglesia ni Cristo zapisał się na trwałe również w szerszej filipińskiej kulturze. Jego obecność w niej jest dostrzegalna zarówno w kraju jak i w filipińskich społecznościach diasporalnych. W 2007 prezydent Gloria Macapagal-Arroyo ogłosiła rocznicę oficjalnej rejestracji Kościoła Dniem Iglesia ni Cristo. Burmistrz miasta Elizabeth w amerykańskim stanie New Jersey podobny krok podjął w 2021. Lokalna kongregacja INC istnieje w tym ośrodku miejskim od 1977. 
Życie oraz posługa duchownego zostały ukazane w filmie fabularnym Felix Manalo z 2015 w reżyserii Joela Lamangana. W rolę tytułowego bohatera wcielił się w nim Dennis Trillo. Manalo znalazł się również na znaczku wyemitowanym przez krajową pocztę w 2014. Miejsce, w którym niegdyś znajdował się dom rodzinny założyciela INC w Taguig, zajmuje współcześnie niewielki monument. Inicjatorem jego wybudowania była filipińska National Historical Commission. Manalo jest patronem ulic w przynajmniej kilku filipińskich miastach, w tym w rodzinnym Taguig, Marikinie, San Juan czy w Pasig.